# أندريس كانتور
أندريس كانتور (بالإسبانية: Andrés Cantor)‏ هو مذيع ومؤلف وصحفي ومعلق رياضي أرجنتيني، ولد في 22 ديسمبر 1962 في بوينس آيرس في الأرجنتين.

## وصلات خارجية
- أندريس كانتور على موقع IMDb (الإنجليزية)
- أندريس كانتور على موقع قاعدة بيانات الفيلم (الإنجليزية)